# Сан-Хусто (Буэнос-Айрес)
Сан-Хусто (исп. San Justo) — город, расположенный в муниципалитете Ла-Матанса, в провинции Буэнос-Айрес (Аргентина). Сан-Хусто формирует часть агломерации Большой Буэнос-Айрес.

## История
Округ Ла-Матанса существовал с 1501 года, но долгое время не имел города-центра. В 1852 году магистрат Лина Лагос заключил первый договор о выделении земель для строительства города. Датой основания Сан-Хусто считается 25 декабря 1856 года, когда на территории землевладельца Хусто Вильегаса был заложен первый камень города.
8 января 1857 был создан муниципалитет Сан-Хусто. 13 ноября 1857 определили границы города. Городской центр был построен в испанском стиле, с парком и ратушей. Также были возведены банк и полицейский участок.
В 1860 построена первая церковь в Сан-Хусто.
В 1955 году Сан-Хусто получил статус города..
Ныне Сан-Хусто развитый город с большим количеством разнообразных магазинов и образовательных учреждений. В городе родился известный аргентинский писатель Педро Бонифасио Паласиос, в честь которого назвали центральную улицу Сан-Хусто — Альмафуерте (псевдоним Паласиоса).

## Экономика
Город переживает в последние десятилетия тяжёлые экономические проблемы. В 1940-50-х годах большинство предприятий в городе процветало, но во время кризиса они были остановлены. Работали предприятия главным образом в мясной промышленности. В городе выросли бедные кварталы.
Однако до сих пор Сан-Хусто остаётся важным промышленным центром, где производятся детали автомобилей, бумага, резиновая продукция. В окрестностях города находятся сельскохозяйственные угодья, где выращивают пшеницу, маис, ячмень и люцерну, а также животноводческие фермы.

## Образование

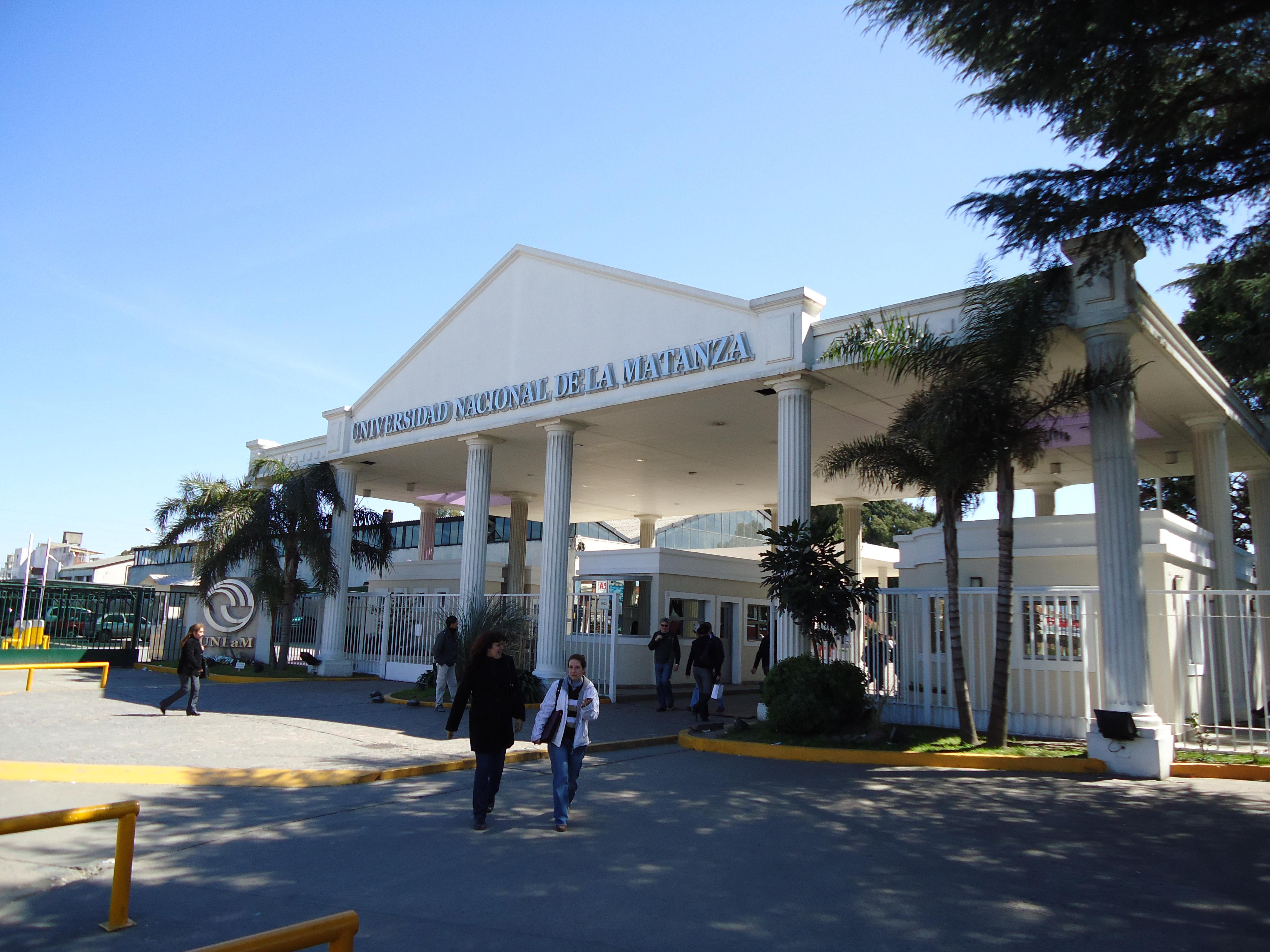
Национальный университет Ла-Матансы

В Сан-Хусто развитая система образования, в нём располагается ряд известных школ. Одними из лучших школ Аргентины считаются школы «Альмафуерте» и Паррокиаль-де-Сан-Хусто. Всего в городе насчитывается 10 детских садов и 34 школы.
27 октября 1989 года в Сан-Хусто был основан Национальный университет Ла-Матансы. В университете ныне обучается около 33 тысяч студентов на 15 специальностей и работает более 1000 преподавателей.

## Административное деление
Сан-Хусто подразделяется на 5 районов:
- Монте-Доррего (исп. Monte Dorrego)
- Сан-Альберто (исп. San Alberto)
- Сан-Николас (исп. San Nicolás)
- Вилья-Конструктора (исп. Villa Constructora)
- Вилья-Индустриаль (исп. Villa Industrial)